# Шаннон-Харбер

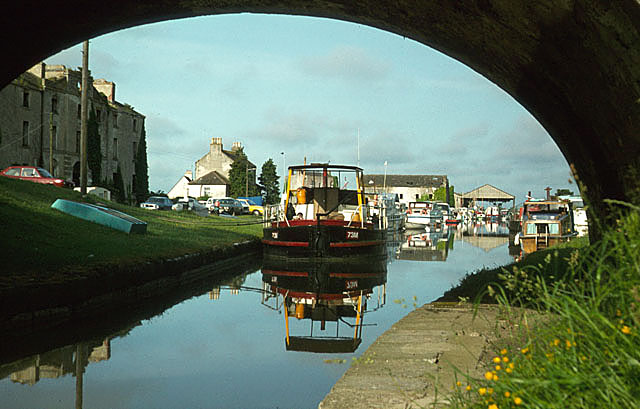

Шаннон-Харбер (англ. Shannon Harbour; ирл. Caladh na Sionainne) — деревня в Ирландии, находится в графстве Оффали (провинция Ленстер) на берегах Большого Канала.